# Madison Reyes
Madison Reyes, född 25 juni 2004 i Brooklyn i New York, är en amerikansk skådespelerska och sångerska, vars föräldrar ursprungligen kommer från Puerto Rico. Hon är mest känd för att spela rollen som Julie Molina i Netflix musikaldramakomediserie Julie and the Phantoms. Hon har för sin insats i denna serie vunnit en MTV Award, samt fått en nominering till en Daytime Emmy Award.
Reyes flyttade vid tio års ålder till Allentown, beläget i granndelstaten Pennsylvania. Hon fick rollen som Julie Molina i Julie and the Phantoms när hon var drygt fjorton år gammal, vilket senare skulle komma att bli hennes stora genombrott som skådespelerska. I juli 2021 släppte Reyes sin allra första debutsingel "Te Amo", följt av debut-EP:n All Kinds of Love i juni 2022.

## TV-medverkan (i urval)
- 2020 – Julie and the Phantoms (TV-serie)

## Diskografi (i urval)

### Singlar
- 2021 – "Dreaming of You" (Selena-cover)
- 2021 – "Te Amo"
- 2021 – "Main Thing" (tillsammans med Jadah Marie)